# Willy Giese
Willy Giese (* 18. Dezember 1902 in Slupp; † 4. April 1973 in Münster) war ein deutscher Pathologe und Hochschullehrer.

## Berufliches Wirken
Er war Oberarzt von Ludwig Aschoff an der Universität Freiburg, wurde im Fach „allgemeine Pathologie, und pathologische und gerichtliche Anatomie“ 1932 habilitiert und 1937 zum Direktor des Instituts für Pathologie der Krankenanstalt Bremen St. Jürgenstraße (heute Klinikum Bremen-Mitte) ernannt. Die Ernennung zum außerplanmäßigen (apl.) Professor durch die Universität Hamburg erfolgte 1939. In Bremen führte Giese 1942 in der Benquestr. 35 außerdem eine Praxis als Arzt für Nerven- und Geisteskrankheiten, und 1950 eine Praxis als Arzt für Pathologie.
Chef des Instituts für Pathologie in Bremen war er bis 1954, als er – als Nachfolger von Herbert Siegmund – auf den Lehrstuhl für Pathologie an der Westfälischen Wilhelms-Universität Münster berufen wurde. Emeritiert wurde er dort 1971. Auf ihn folgte von 1971 bis 1987 als Ordinarius Ekkehard Grundmann. Giese wurde 1966 in der Sektion Pathologie zum Mitglied der Deutschen Akademie der Naturforscher Leopoldina gewählt und war 1968 Präsident der Deutschen Gesellschaft für Pathologie.
Er forschte über Lungenkrankheiten und -schäden (u. a. Tuberkulose, Silikose), bakterielle Hirnhautentzündung (Meningitis) und die Pathologie des exogenen Nahrungsmangels (Verhungern), letzteres gemeinsam mit Reinhard Hörstebrock. Zu seinen Schülern zählten außerdem u. a. Wolfgang Hartung, Konrad Morgenroth und Klaus-Michael Müller.
Er trat zum 1. Mai 1933 der NSDAP bei (Mitgliedsnummer 3.145.482), war von 1934 bis 1937 in der SA und von 1941 bis 1945 im NSDoB. Im Oktober 1941 war er in geheime Giftgasexperimente der NS-Wehrmacht in Munsterlager bei Celle involviert, die offenbar zu Todesfällen bei Menschen- oder Tierversuchen führten. Zu den Auswertungen der Experimente steuerte er Obduktionen und mikroskopische Gewebeuntersuchungen bei.
In seinem Institut wurden 1943/44 und später die Leichen von Opfern aus den Arbeiter-, Häftlings- und Kriegsgefangenenlagern in Bremen-Farge (KZ-Farge, Gestapo-Arbeitserziehungslager, Russenlager) obduziert, u. a. zur Untersuchung auf Tuberkulose bei Unterernährung („Prozentsatz an Tuberculose am klinischen wie Sektionsmaterial“). Um 1944 erforschte Giese diese Krankheitszustände und berichtete darüber in wissenschaftlichen Zeitschriften.
Im Einvernehmen mit Giese führte der SS-Arzt und Marinestabsarzt Heinz Weidemann im KZ-Farge „Untersuchungen“ an den unterernährten, verhungernden Häftlingen durch, einschließlich der Verabreichung von Injektionen (angeblich Traubenzucker oder Strophantin), angeblich „zur Rettung Kranker“ bzw. um „den Leuten ihr Los zu erleichtern“.
Im Oktober 1945 ließ die US-Army in Anwesenheit von Giese auf dem Gelände des KZ Farge einige Gräber öffnen, wie der ehemalige KZ-Häftling und Augenzeuge Albert Gercken angab. Giese lehnte seine Mitwirkung bei der Identifizierung der Leichen ab.